# Boxholder Records
Boxholder Records is een Amerikaans platenlabel voor jazz en nieuwe geïmproviseerde muziek. Het werd in 1998 opgericht door Lou Kannenstine, die het nieuwe bedrijf financierde met de verkoop van zijn uitgeverij Countryman Press. Kannenstine wilde met zijn label in de voetsporen treden van Europese platenmaatschappijen als Soul Note, Black Saint, Hat ART en Free Music Production. Op het label verschenen sindsdien albums van onder meer Sonny Simmons, Joe McPhee, Raphe Malik, William Parker, Bobby Few, Bill Cole, Kidd Jordan, Alan Silva, Ivo Perelman, Wadada Leo Smith en Ken Vandermark. Het label is gevestigd in Woodstock, Vermont.